# Badumna socialis
Badumna socialis är en spindelart som först beskrevs av William Joseph Rainbow 1905.  Badumna socialis ingår i släktet Badumna och familjen Desidae.
Artens utbredningsområde är New South Wales. Inga underarter finns listade.